# Weiler-la-Tour
Weiler-la-Tour é uma comuna do Luxemburgo, pertence ao distrito de Luxemburgo e ao cantão de Luxemburgo.

## Demografia
Dados do censo de 15 de fevereiro de 2001:
- população total: 1.321
  - homens: 672
  - mulheres: 649
- densidade: 77,39 hab./km²
- distribuição por nacionalidade:

| Nacionalidade  | População | %      |
| -------------- | --------- | ------ |
| luxemburgueses | 1.017     | 76,99% |
| estrangeiros   | 304       | 23,01% |
| - portugueses  | 26        | 1,97%  |
| - franceses    | 66        | 5,00%  |
| - italianos    | 53        | 4,01%  |
| - belgas       | 33        | 2,50%  |
| - alemães      | 31        | 2,35%  |
| - iuguslavos   | 9         | 0,68%  |
| - outros       | 86        | 6,51%  |

- Crescimento populacional:

| Ano        | População |
| ---------- | --------- |
| 15/02/2001 | 1.321     |
| 01/01/2002 | 1.341     |
| 01/01/2003 | 1.349     |
| 01/01/2004 | 1.360     |
| 01/01/2005 | 1.368     |